# Marcação B
 
b-tagging é um método de marcação de sabor de jatos usado em experimentos modernos de física de partículas. É a identificação (ou "tagging") de jatos originários de quarks bottom (ou quarks b, daí o nome).

## Importância
b-tagging é importante porque:
- A física dos quarks bottom é bastante interessante; em particular, lança luz sobre a violação do CP .
- Algumas partículas importantes de alta massa (descobertas recentemente e hipotéticas) decaem em quarks bottom. Os quarks top quase sempre o fazem, e espera-se que o bóson de Higgs decaia em quarks bottom mais do que qualquer outra partícula, dado que sua massa foi observada em cerca de 125 GeV. A identificação dos quarks bottom ajuda a identificar os decaimentos dessas partículas.

## Métodos

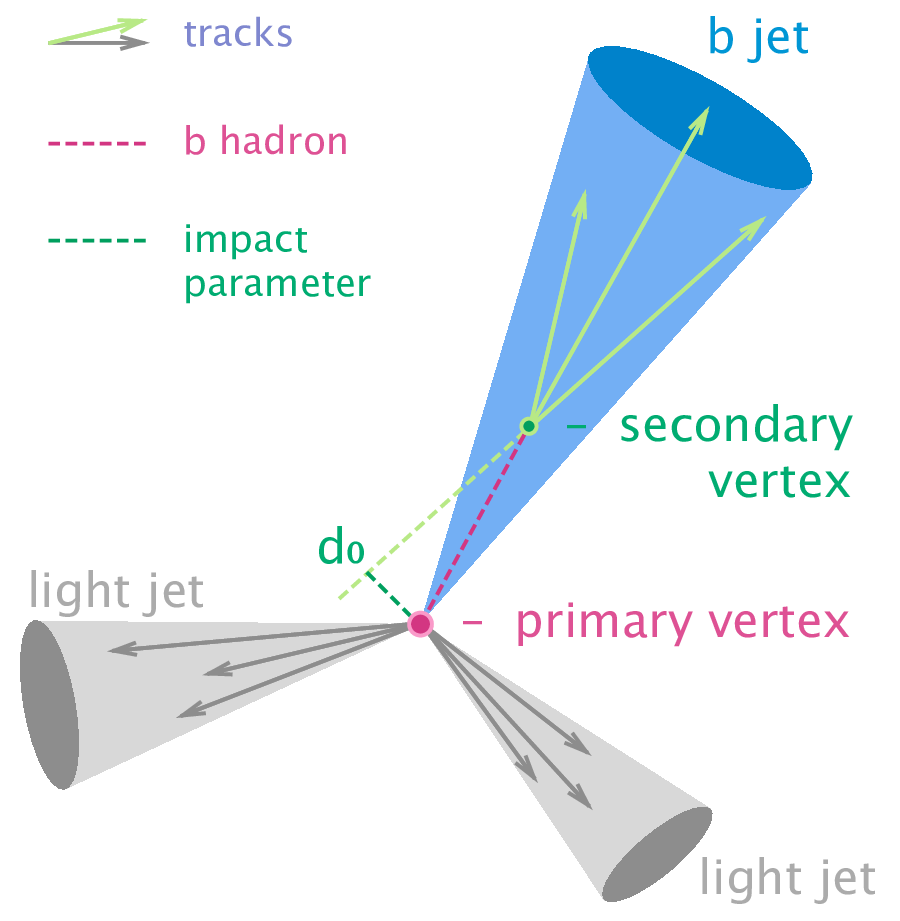
Diagrama mostrando o princípio comum de identificação de jatos iniciados por decaimentos de b-hadron

Os métodos de b-tagging são baseados nas características únicas dos jatos-b. Esses incluem:
- Hádrons contendo quarks bottom têm uma vida útil suficientemente longa para percorrerem uma certa distância antes de decaírem. Por outro lado, seus tempos de vida não são tão longos quanto os dos hádrons contendo quarks leves, então eles decaem dentro do detector em vez de escapar. O surgimento de detectores de silício  de precisão nos detectores de partículas tornou possível identificar partículas que se originam em um local diferente de onde o quark bottom foi formado (por exemplo, o ponto de colisão de feixes em um acelerador de partículas) e, assim, indicando a provável presença de um jato-b.
- O quark bottom é muito mais massivo do que qualquer coisa em que ele decai. Assim, os produtos de sua decomposição tendem a ter momento transverso mais elevado (momento perpendicular à direção original do quark bottom e, portanto, do jato-b). Isso faz com que os jatos-b sejam mais largos, tenham multiplicidades (números de partículas constituintes) e massas invariantes mais altas, além de conterem léptons de baixa energia com momento perpendicular ao jato. Essas duas características podem ser medidas, e os jatos que as possuem têm uma maior probabilidade de serem jatos-b.
- Algoritmos de lado oposto têm sido utilizados no LHCb para marcar o sabor em pares de quarks b usando os produtos de decomposição dos hádrons B para inferir o sabor dos mésons B. [1]

Nenhum dos métodos de identificação de jatos-b é infalível, e os experimentos modernos de física de partículas devem dedicar um tempo significativo para estudar com que frequência identificam com sucesso os jatos-b e com que frequência identificam erroneamente outros jatos. Simulações de Monte Carlo são usadas para desenvolver e avaliar o desempenho de algoritmos de marcação ou b-tagging. 
Experimentos que fazem medições precisas de mésons B (mésons contendo b-quarks) também tentam identificar o méson B inicial específico dentro do jato. Isso é feito para observar a oscilação de um méson em outro (Oscilação Bº - Bº ), que permite a medição da violação de CP .